# Festival di San Sebastián 1957
La 5ª edizione del Festival internazionale del cinema di San Sebastián si è svolta al Teatro Victoria Eugenia di San Sebastián dal 21 al 28 luglio 1957.

## Selezione ufficiale

### Concorso
- De vliegende Hollander, regia di Gerard Rutten
- Giovani senza domani (A Kiss Before Dying), regia di Gerd Oswald
- Dedécek automobil, regia di Alfréd Radok
- L'uomo che vide il suo cadavere (House of Secrets), regia di Guy Green
- Ich suche Dich, regia di Otto Wilhelm Fischer
- L'oceano ci chiama, regia di Giorgio Ferroni e Giovanni Roccardi
- La ciudad regia di los niños, regia di Gilberto Martínez Solares
- La nonna Sabella, regia di Dino Risi
- X 3 operazione dinamite (Le feu aux poudres), regia di Henri Decoin
- Pasos de angustia, regia di Clemente Pamplona
- S.O.S. Noronha, regia di Georges Rouquier

### Fuori concorso
- Pablo y Carolina, regia di Mauricio de la Serna
- Héroes del aire, regia di Ramón Torrado
- Le notti di Cabiria, regia di Federico Fellini

## Premi
- Concha de Oro: La nonna Sabella, regia di Dino Risi
- Concha de Plata al miglior regista:
  - Alfréd Radok, per Dedécek automobil
  - Otto Wilhelm Fischer, per Ich suche Dich
- Concha de Plata alla migliore attrice: Giulietta Masina, per Le notti di Cabiria
- Concha de Plata al miglior attore: Charles Vanel, per X 3 operazione dinamite